# Plopu
Plopu is een Roemeense gemeente in het district Prahova.
Plopu telt 2381 inwoners.